# Honoré de Balzac
Honoré de Balzac (20. maj 1799 - 18. august 1850) var en fransk forfatter af romaner og noveller. Han er en vigtig repræsentant for den første store generation af franske romanforfattere sammen med Victor Hugo, Prosper Mérimée, Alexandre Dumas den ældre, Stendhal og George Sand.
Mange af Balzacs historier er samlet i den helhed, han kaldte La Comédie humaine (Den menneskelige komedie). En titel inspireret af Dantes Den guddommelige komedie. Han skildrer det franske samfund og klassekampen, her i de første fire årtier af 1800-tallet. En kamp mellem adelen, hvis magt var for nedadgående, og borgerstanden, hvis magt var for opadgående. Endvidere skildres kunstnerne og intellektuelle uden for selskabet og masserne, der er baggrund for fortællingerne.
Centralt i fortællingerne står finansmanden, og omdrejningspunktet er penge. La Comédie humaine kan både opfattes som et netværk af romaner og som ét eneste romanværk, der skildrer hele det franske samfund. Personerne dukker ofte op i flere forskellige romaner.
Balzacs værker stod på Index librorum prohibitorum, den romerskkatolske kirkes liste over forbudte bøger, som følge af hans meget realistiske skildringer af præster og promiskuitet.